# Sojuz TM-7
Sojuz TM-7  è la denominazione di una missione della navicella spaziale Sojuz T verso la stazione spaziale sovietica Mir. Si trattò del settimo volo di una navicella Sojuz verso la predetta stazione spaziale nonché dell'ottantatreesimo volo nell'ambito del programma Sojuz sovietico.

## Equipaggio
| Ruolo                  | Equipaggio al lancio                           | Equipaggio all'atterraggio                     |
| ---------------------- | ---------------------------------------------- | ---------------------------------------------- |
| Comandante             | Aleksandr Volkov, Roscosmos Mir 4 Secondo volo | Aleksandr Volkov, Roscosmos Mir 4 Secondo volo |
| Ingegnere di volo      | Sergej Krikalëv, Roscosmos Mir 4 Primo volo    | Sergej Krikalëv, Roscosmos Mir 4 Primo volo    |
| Cosmonauta Ricercatore | Jean-Loup Chrétien, CNES Secondo volo          | Valerij Poljakov, Roscosmos Primo volo         |

### Equipaggio di riserva
| Ruolo                  | Equipaggio                      | Equipaggio                      |
| ---------------------- | ------------------------------- | ------------------------------- |
| Comandante             | Aleksandr Viktorenko, Roscosmos | Aleksandr Viktorenko, Roscosmos |
| Ingegnere di volo      | Aleksandr Serebrov, Roscosmos   | Aleksandr Serebrov, Roscosmos   |
| Cosmonauta Ricercatore | Michel Tognini, CNES            | Michel Tognini, CNES            |

## Missione
Il lancio venne effettuato il 26 novembre 1988 dal cosmodromo di Baikonur. Originariamente il lancio era programmato per il 21 novembre, ma venne spostato onde consentire al presidente francese François Mitterrand di poter assistere direttamente a questo spettacolo. Durante il soggiorno a bordo della Mir, i due cosmonauti Chrétien e Volkov eseguirono una passeggiata nello spazio, che durò ben 5 ore e 57 minuti. Venne effettuata per il montaggio di un'impalcatura per 5 esperimenti del tipo Échantillon, destinati, fra l'altro per il programma Hermes dell'ESA. Inoltre venne montato un esperimento del tipo ERA.  Chrétien ritornerà a terra a bordo della Sojuz TM-6 il 21 dicembre 1988 venendo sostituito a bordo della Mir dal cosmonauta Polyacov che aveva raggiunto la stazione spaziale a bordo della predetta navicella Sojuz TM-6. L'atterraggio della Sojuz TM-7 avvenne nella steppa del Kazakistan il 27 aprile 1989 dopo ben 2.450 orbite terrestri. La navicella era dunque rimasta in volo per 151 giorni, 11 ore, 8 minuti e 24 secondi.

## Ulteriori dati di volo
- aggancio alla MIR: 28 novembre 1988 17:15:00 UTC
- distacco dalla MIR: 26 aprile 1989, 23:28:01 UTC
- Denominazione Astronomica Internazionale: 1988-104

I parametri sopra elencati indicato i dati pubblicati immediatamente dopo il termine della fase di lancio. Le continue variazioni ed i cambi di traiettoria d'orbita sono dovute alle manovre di aggancio. Pertanto eventuali altre indicazioni risultanti da fonti diverse sono probabili ed attendibili in considerazione di quanto descritto.